# Kwonkan seductus
Espèce
Kwonkan seductus est une espèce d'araignées mygalomorphes de la famille des Anamidae.

## Distribution
Cette espèce est endémique du Territoire du Nord en Australie. Elle se rencontre vers Yulara.

## Description
Le mâle holotype mesure 17,2 mm.

## Systématique et taxinomie
Cette espèce a été décrite par Harvey, Wilson et Rix en 2023.

## Publication originale
- Harvey, Wilson & Rix, 2023 : « Three new species of the open-holed trapdoor spider genus Kwonkan (Mygalomorphae: Anamidae) from central Australia. » Australian Journal of Taxonomy, vol. 21, p. 1-9 (texte intégral).